# Мадригаль, Луис
Лу́ис Гилье́рмо Мадрига́ль Гутье́ррес (исп. Luis Guillermo Madrigal Gutiérrez; род. 10 февраля 1993, Лос-Мочис, Синалоа) — мексиканский футболист. нападающий клуба «Монтеррей».

## Клубная карьера
Мадригаль — воспитанник футбольной академии клуба «Монтеррей». 8 октября 2011 года в матче против «Эстудиантес Текос» он дебютировал в мексиканской Примере. В том же году Луис стал чемпионом Апертуры. 31 марта 2013 года в поединке против УНАМ Пумас Мадригаль забил свой первый гол за «Монтеррей». Луис также трижды выиграл Лигу чемпионов КОНКАКАФ.
В начале 2014 года Мадригаль на правах аренды перешёл в «Атланте». 6 января в матче против «Леона» он дебютировал за новый клуб. 14 апреля в поединке против «Сантос Лагуна» Луис сделал «дубль», забив свои первые гола за команду из Канкуна.
Летом 2015 года Мадригаль на правах аренды перешёл в «Керетаро». 12 августа в матче против «Сантос Лагуна» он дебютировал за новую команду. После возвращения в «Монтеррей», Луис ещё дважды был арендован клубами Лиги Ассенсо «Минерос де Сакатекас» и «Алебрихес де Оахака».

## Международная карьера
В 2009 году Мадригаль принял участие в юношеском чемпионате мира в Нигерии. На турнире он сыграл в матчах против Швейцарии, Бразилии, Японии и Северной Кореи. В поединке против корейцев Луис забил гол.
В 2013 году в составе молодёжной сборной Мексики Мадригаль стал обладателем чемпионата КОНКАКАФ среди молодёжных команд. На турнире он сыграл в матчах против молодёжных команд Ямайки, Кюрасао и дважды Сальвадора. В том же году Луис участвовал в Турнире в Тулоне. Летом 2013 года Мадригаль поехал с молодёжной командой на чемпионат мира в Турцию. На турнире он сыграл в матче против Парагвая.

## Достижения
Командные
«Монтеррей»
- Чемпионат Мексики по футболу — Апертура 2010
- Обладатель Кубка чемпионов КОНКАКАФ — 2010/2011
- Обладатель Кубка чемпионов КОНКАКАФ — 2011/2012
- Обладатель Кубка чемпионов КОНКАКАФ — 2012/2013

Международные
Мексика (до 20)
- Чемпионат КОНКАКАФ среди молодёжных команд — 2013